# Pratinas von Phleius
Pratinas von Phleius (altgriechisch Πρατίνας Pratínas; † wohl vor 467 v. Chr.) war einer der frühesten Tragödiendichter Athens im antiken Griechenland und gilt als Begründer des Satyrspiels.

## Leben und Werk
Pratinas, Sohn eines Pyrrhonides oder Enkomios, stammte aus Phleius nahe Korinth auf der nordöstlichen Peloponnes. Er nahm um 500 v. Chr. an literarischen Wettkämpfen teil und maß sich mit Choirilos sowie dem später berühmten Tragödiendichter Aischylos beim musischen Agon der Dionysien in der 70. Olympiade (499/96 v. Chr.). Pratinas hatte einen Sohn namens Aristias, der ebenfalls dichtete.
Sein größtes Verdienst ist die „Erfindung“ der dramatischen Gattung des Satyrspiels, bei der es sich um eine Neugestaltung der aus dem dorischen Umkreis bekannten kyklischen Chöre der Satyrn gehandelt haben kann. Allein 32 seiner rund 50 Werke sollen Satyrspiele gewesen sein. Namentlich bekannt sind von seinen tragischen Werken lediglich das Satyrspiel Palaistai („Ritter“) sowie die Tragödien Perseus und Tantalos, die von seinem Sohn Aristias im Jahr 467 v. Chr. im Rahmen der tragischen Wettkämpfe aufgeführt worden waren, aber den Stücken des Aischylos unterlagen. Von Pratinas ist ein größeres Fragment eines Chorlieds namens „Hyporchema“ („Tanzlied“) bei Athenaios erhalten, in dem ein burlesker Chor gegen eine anderweitige Verwendung seines Tanzplatzes protestiert. Während Thespis dem Satyrspiel Neuerungen angedeihen ließ, verstand sich Pratinas als poetischer Vertreter der Traditionalisten. Laut Suda war er einmal bei den tragischen Wettkämpfen erfolgreich.